# Radio Free Albemuth
Radio Free Albemuth este un roman distopic de Philip K. Dick, scris în 1976 și publicat postum în 1985. Inițial intitulat VALISystem A, a fost prima sa încercare de a transpune în ficțiune experiențele sale de la începutul anului 1974. Atunci când editorii săi de la Bantam i-au solicitat să-l rescrie într-o versiune mai lungă, el a păstrat proiectul și l-a refăcut în trilogia VALIS. Arbor House a achiziționat drepturile de autor ale romanului Radio Free Albemuth în 1985 și au publicat apoi o primă ediție sub titlul curent (titlul original era prea aproape de VALIS) pe baza unui fișier-text corectat și dat de către Dick prietenului său Tim Powers.

## Legături externe
- en  en  Istoria publicării lucrării Radio Free Albemuth la Internet Speculative Fiction Database